# 건국충영묘

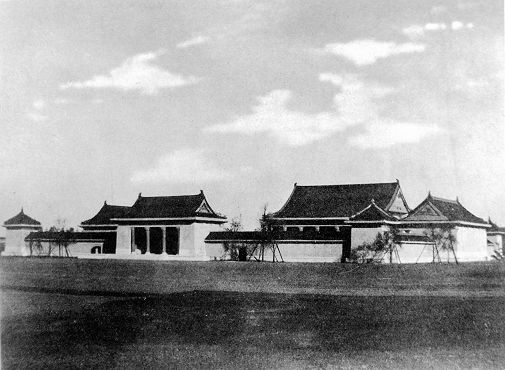
건국충영묘

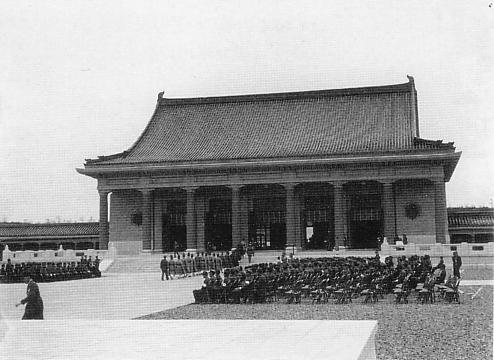
건국충영묘

건국충영묘(建國忠靈廟)는 만주국 수도 신징(新京)의 건국광장(현재 공농광장) 서남부 일대에 조성된 만주국의 순직 영령을 모신 종교 시설이다. 일본의 야스쿠니 신사와 유사한 시설이다. 건국신묘(建國神廟)에 부속된 섭묘(摂廟)로 여겨져 만주국 제사부가 관리하였지만, 건국신묘와는 다르게 신사(神社)의 형식은 아니었다.

## 역사
건국충영묘는 만주국 국무원 건축국에서 설계하여, 미타 구미(三田组)에서 시공하였다. 1936년 9월 5일 공사를 시작하여 17만 명의 인원이 동원되었으며, 1940년 9월 18일 신징의 대동대가(大同大街)의 남단에 진좌(鎮座)·창건되었다. 신체는 건국신묘와 같은 동경(銅鏡)으로 건국신묘의 것보다 작았다. 신전은 45만6천 평방미터의 규모에 중국풍의 건축물인 본전, 배전, 회랑, 각루 등으로 조성되었다. 만주국 우정은 1942년 3월 1일 건국 선언 10주년을 기념하여 3종류의 기념 우표를 발행하였으며, 2분(分)·4분(分)·2각(角) 중 전자의 2종류의 액면에 해당 건축물을 그린 디자인을 등장시켰다. 현재 지린성(吉林省) 문물보호단위로 지정되어 있다.

## 제사 목록

### 항례 제사
- 대례(大祭)
  - 춘계예제(春季例祭, 5월 31일)
  - 추계예제(秋季例祭, 7월 15일)
- 중제(中祭)
  - 건국제(建國祭, 3월 1일)
  - 기고제(祈穀祭, 穀雨日)
  - 원진제(元神祭, 7월 15일)
  - 상신제(嘗新祭, 10월 17일)
- 소제(小祭)
  - 월단제(月旦祭, 매월 1일)
  - 월예제(月例祭, 매월 15일)
  - 세모제(歳暮祭, 12월 31일)

### 임시 제사
- 대제(大祭)
  - 천좌제(遷座祭)
  - 합사제(合祀祭)

## 같이 보기
- 만주국 제사부
- 건국신묘